# Cognettia glandulosa
Cognettia glandulosa är en ringmaskart som först beskrevs av Wilhelm Michaelsen 1888.  Cognettia glandulosa ingår i släktet Cognettia och familjen småringmaskar. Arten är reproducerande i Sverige. Inga underarter finns listade i Catalogue of Life.